# كوزة رش
كوزة رش هي قرية في مقاطعة سلماس، إيران. عدد سكان هذه القرية هو 1,458 في سنة 2006.